# Плавучий отель

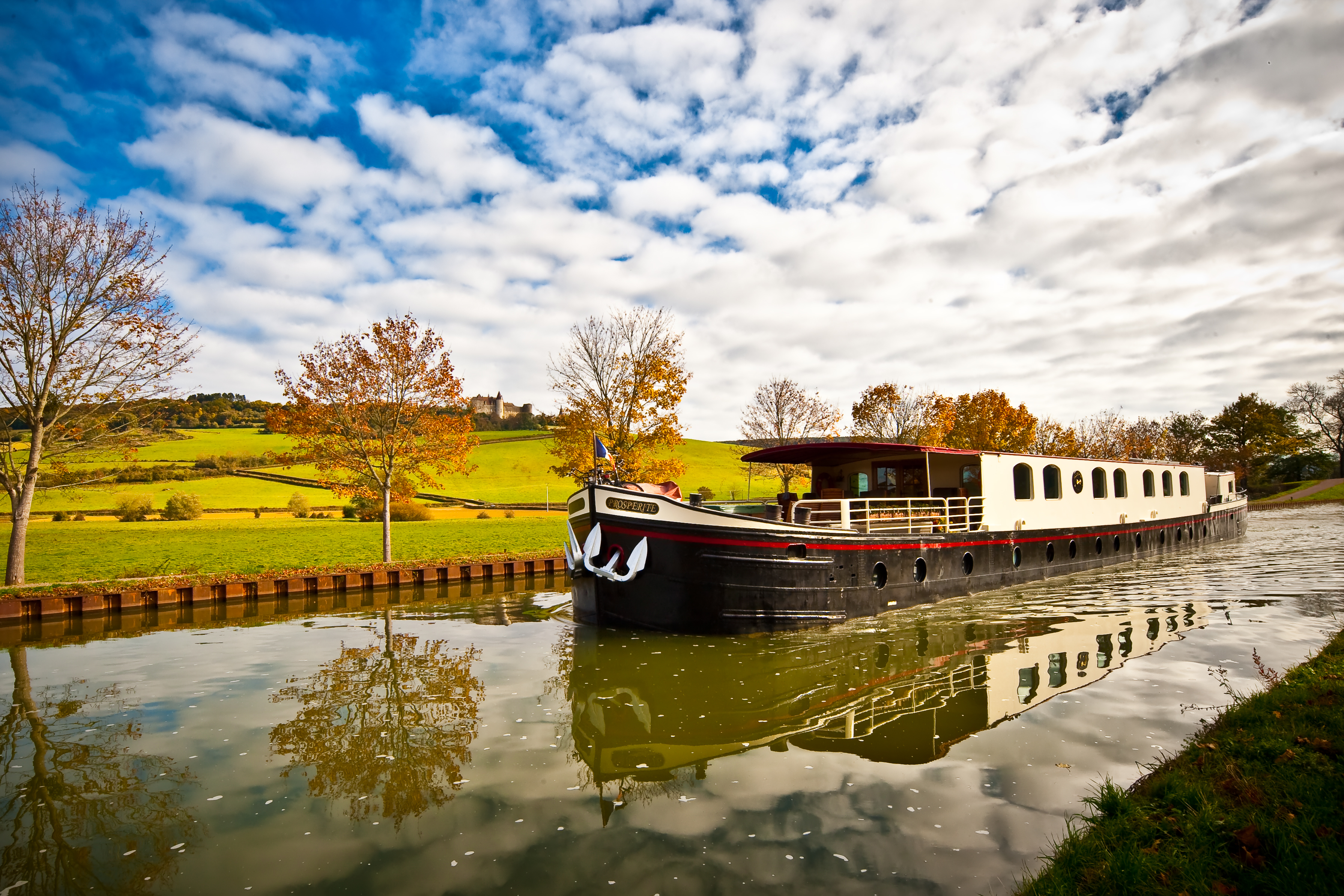
Баржа-отель Prospérité на Бургундском канале близ Ванденес-ан-Осуа. На заднем плане Шато де Шатонёф.

Плавучий отель (фр. péniche hôtel) — гостиница, расположенная на воде, в плавучем дебаркадере, на списанном корабле или барже и т.п. Особенно популярны в Европе, в том числе на реках и каналах Голландии, Франции, Бельгии и Великобритании, где под гостиницы используются переоборудованные баржи-пениши, списанные в связи с падением объёмов грузовых перевозок по рекам. Во Франции Национальное управление водных путей (фр. Voies Navigables de France) оценивает доход от таких отелей в 60 миллионов евро, что составляет ≈5% от доходов водного туризма Франции.